# Вулиця Медова (Тернопіль)
Вулиця Медова — вулиця в центральній частині міста Тернополя.

## Відомості
Знаходиться між вулицями Маркіяна Шашкевича та Вулиця Митрополита Шептицького (Тернопіль) з відгалуженням до площі Героїв Євромайдану. На вулиці розташовані приватні та багатоквартирні будинки, комерційні будівлі.

## Освіта
- Обласна школа мистецтв (Медова, 5)

## Установи
- Відділ розрахунків населення КП «Тернопільводоканал» (Медова, 1)
- Тернопільський обласний центр соціальних служб для молоді (Медова, 3)

## Комерція
- Готель «Рута» (Медова, 2)
- Майновий комплекс «Медова» (Медова, 2)
- Нова Пошта, відділення №8 (Медова, 6)
- Магазин медичних товарів «Центр Євмінова» (Медова, 6)

## Транспорт
Громадський транспорт по вулиці не курсує, найближчі зупинки знаходяться на вулицях Митрополита Шептицького та Торговиця.